# Републикански път III-2932
Републикански път IIІ-2932 е третокласен път, част от Републиканската пътна мрежа на България, преминаващ изцяло по територията на Добричка област. Дължината му е 16,9 km.
Пътят се отклонява надясно при 30,1 km на Републикански път III-293 североизточно от село Крушари и се насочва на североизток по Добруджанското плато. Минава последователно през селата Полковник Дяково и Добрин и в южната част на село Росица се свързва с Републикански път III-2903 при неговия 28,9 km.
| Пътища, отклоняващи се надясно (населено място, № на пътя, посока на пътя) | km   | Пътища, отклоняващи се наляво (посока на пътя, № на пътя, населено място) |
| -------------------------------------------------------------------------- | ---- | ------------------------------------------------------------------------- |
| Община Крушари III-293, 30,1 km →                                          | 0,0  | → 30,1 km, III-293, Община Крушари                                        |
| с. Полковник Дяково                                                        | 3    | с. Полковник Дяково                                                       |
|                                                                            | 6,7  | → общински път (за с. Абрит)                                              |
| с. Добрин                                                                  | 7,8  | с. Добрин                                                                 |
| Община Генерал Тошево                                                      | 12,2 | Община Генерал Тошево                                                     |
| (от гр. Генерал Тошево) III-2903, 28,9 km, с. Росица →                     | 16,9 | → с. Росица, 28,9 km, III-2903 (до граница с Румъния)                     |